# Классен, Виктор Эмильевич
Виктор Эмильевич Классен (1877—1944) — советский ученый-гидравлик, видный экономический деятель первых лет Советской власти, профессор, основатель и первый ректор Московского лесотехнического института. Заслуженный деятель науки и техники РСФСР (1940).

## Биография
Родился в 1877 году, по происхождению голландец. Окончил Технологический институт в Санкт-Петербурге, работал на Путиловском заводе в конструкторском бюро. Преподавал гидравлику и прикладную механику в Политехническом институте, получил звание профессора. Во время Первой мировой войны был членом «Особого совещания по топливу», призванного регулировать снабжение топливом железных дорог и тыловых предприятий, работавших на оборону.
После Октябрьской революции переехал в Москву, стал одним из первых ученых, которые предложили свою действенную помощь советскому правительству. Был назначен сначала членом Коллегии, а затем заместителем председателя Главторфа и Главугля, в дальнейшем членом Коллегии Главпрофобра и членом Государственного Учёного Совета. Был введен в Совет труда и обороны Советской республики, стал членом коллегии Главного топливного комитета ВСНХ. Будучи заместителем председателя Главтопа, имел мандат полномочий от Совета рабочей и крестьянской обороны за личной подписью Ленина и постоянный пропуск в Кремль.

Пропуск В. Э. Классена в Кремль

4 декабря 1919 года состоялось правительственное решение об открытии МЛТИ, ректором был назначен В. Э. Классен. В письме члену президиума ВСНХ и Госплана С. П. Середе 4 июня 1920 года В. Э. Классен пишет: 
«За организацию Лесотехнического института с занятием кафедры и должности ректора в нём я взялся не по личным мотивам (кафедр я занимаю несколько…), а исключительно по соображениям государственным: стоя во главе всего топливного дела, я, конечно, лучше чем кто-либо знаю острую нужду в техниках в области эксплуатации лесов, а также мне известно, кого, как и сколько нужно готовить для укомплектования всех тех учреждений, которыми я руковожу».
Действительно, с 1919 г. В. Э. Классен — профессор, заведующий кафедрой гидравлики горного факультета Московской горной академии. Являлся также профессором МВТУ, Московского практического химико-технологического института, Московского механического института им. Ломоносова, Московского института гражданских инженеров.
Один из организаторов МХТИ им. Д. И. Менделеева, где вел курсы прикладной механики (1920 г.) и гидравлики (1928 г.) [1].
В Москве проживал по адресу: ул Волхонка, д. 16, кв. 9.
С приходом НЭПа, в 1926 г. стал владельцем частного строительного акционерного общества «Альфа».
В 30-х годах работал в Ломоносовском механическом институте, заведовал кафедрой технической механики (1938—1941) в Московском нефтяном институте им. Губкина, возглавлял кафедру инженерной графики, теоретической и прикладной механики Московского геологоразведочного института им. Орджоникидзе (1935—1937), преподавал на кафедре гидравлики МГСУ (МИСИ).
Последняя занимаемая должность — замдиректора Московского механического института боеприпасов в Москве, умер в 1944 году.

## Избранные труды
- Классен В. Э. Способы увеличения напоров гидравлических установок во время высоких вод / Инж.-техн. В. Э. Классен, преп. С.-Петерб. политехн. ин-та. — Санкт-Петербург : тип. журн. «Строитель», 1912.
- Классен В. Э. Гидравлика / Лекции проф. В. Э. Классен, чит. в Моск. лесотехн. ин-те на механ. фак. в 1921—1922 акад. г.; Записали и подгот. к печати под ред. проф. студенты С.Воскресенский и Г.Черняк [Моск. лесотехн. ин-т]. — 2-е изд. — М. : Комис. студентов МЛ-ТИ, 1922.
- Классен В. Э. Гидрометрия : Лекции, чит. в Моск. лесотехн. ин-те в 1922 г / В. Э. Классен; Записал под ред. проф. студент С.Воскресенский Моск. лесотехн. ин-т. — 1-е изд. — М. : Ком. студентов Моск. лесотехн. ин-та, 1923.
- Классен В. Э. Гидростатика : Курс лекций, чит. в моск. втузах (В Ломоносов. ин-те, Лесном ин-те, Ин-те гражд. инж., Горной акад. и др.) / В. Э. Классен, проф. — 3-е изд. — М. : Коопрабфаквуз, 1923.
- Классен В. Э. Гидродинамика : Лекции по курсу гидравлики, чит. в Моск. горн. акад., Моск. ин-те гражд. инж., Высш. техн. учил., Ломоносов. ин-те, Лесном ин-те и др / В. Э. Классен, проф. — 2-е изд. — М. : Студенч. изд., 1924.
- Классен В. Э. Движение реальной жидкости и гидрометрия : Лекции по курсу гидравлики, чит. авт. в моск. втузах (Горн. акад., Ломоносов. ин-те, Лесном ин-те и Строит. фак. Высш. техн. учил.) / В. Э. Классен, проф. — 2-е изд. — М. : Студенч. изд., 1924.
- Классен В. Э. Теория давления на кривые поверхности и приложение её к инженерным сооружениям / В. Э. Классен, проф.; Материал разработан инж. К. К. Всесвятским и инж. И. И. Поповым. — М. : Типолит. «Рус. печатня», 1926.
- Классен В. Э., Шаховцев А. П. … Теория плавания твердых тел : С прилож. задач с решениями : Из курса «Гидравлики», читаемого проф. Классен в Моск. ВУЗ’ах / В. Э. Классен проф., А. П. Шаховцев инж. — Москва : автор, 1927 (лит. М. Г. С. П. С.).

## Семья
Жена: Валентина Владимировна Классен.
Дочь: Марина Викторовна Классен-Неклюдова — заслуженный деятель науки и техники Российской Федерации, профессор, доктор физико-математических наук.
Дочь: Татьяна Викторовна Классен, жена доктора физико-математических наук, профессора Бориса Михайлович Гохберга.

Надгробие Виктора Эмильевича Классена и его супруги на Ваганьковском кладбище (участок 7.2)